# Ad usum Delphini
Ad usum Delphini (на латинском языке — «для использования дофином») — учебная библиотека греческой и латинской классики, предназначенная для воспитания Людовика Великого Дофина, сына Людовика XIV.
Особенностью издания, руководителем которого был герцог Монтозье, а одними из главных цензоров — знаменитый проповедник Боссюэ и епископ-филолог Пьер-Даниэль Юэ — стало исключение и «исправление» пассажей, которые могли быть сочтены излишне нескромными для ребёнка и юноши. Классические тексты также сопровождались параллельными комментариями и explicationes (объяснениями) трудных пассажей (таким образом, чтение одних explicationes было гораздо менее обременительным ознакомлением с классической литературой). Среди представленных в издании авторов были Гомер, Плавт, Теренций, Овидий, Ювенал и Марциал.
Собрание содержит 64 тома, начало выходить в 1670 году, когда дофину было 9 лет, и завершено лишь в 1698 году, когда Людовик был 37-летним мужчиной и уже подросли его сыновья.
В переносном смысле выражение «ad usum Delphini» используется в нескольких значениях. С одной стороны, оно означает «очищенные» и адаптированные издания классики, предназначенные для детей и юношества, откуда устраняются сцены жестокости, секса, чёрный юмор и т. п. Такой тип изданий называется также латинским выражением «editio purificata» («очищенное издание»). С другой стороны, ad usum Delphini может означать краткое, занимательное и необременительное, но содержательное изложение учебных дисциплин.
Список книг
| автор                                              | редактор                                                                                      | Дата и место издания, Количество томов         |
| -------------------------------------------------- | --------------------------------------------------------------------------------------------- | ---------------------------------------------- |
| Гай Саллюстий Крисп                                | Даниэль Криспен                                                                               | Париж, 1674                                    |
| Корнелий Непот                                     | Николя Куртен                                                                                 | Париж, 1675                                    |
| Федра, Жан Расин                                   | Пьер Дане                                                                                     | Париж, 1675                                    |
| Публий Теренций Афр                                | Николя ле Камю                                                                                | Париж, 1675                                    |
| Гай Веллей Патеркул                                | Робер Риге, SJ                                                                                | Париж, 1675                                    |
| Латинские панегирики                               | Жак де ла Бон, SJ                                                                             | Париж, 1676                                    |
| Фла́вий Кла́вдий Юлиа́н                               | Пьер Жозеф Кантель, SJ                                                                        | Париж, 1676                                    |
| Гай Веллей Патеркул                                | Гийом Пиррон (или Пирон)                                                                      | Париж, 1677                                    |
| Юлий Цезарь                                        | Жан Годюэн, парижский профессор                                                               | Париж, 1678                                    |
| Квинт Курций Руф                                   | Мишель ле Телье, SJ                                                                           | Париж, 1678                                    |
| Марк Манилий                                       | Мишель ла Фе (или Дюфе); Пьер-Даниэль Юэ , Записки о Манилии и Юлий Цезарь Скалигер , Записки | Париж, 1679                                    |
| Плавт                                              | Жак де л'Увр                                                                                  | Париж, 1679, 2 тт.                             |
| Ливий                                              | Жан Дуя                                                                                       | Париж, 1679,6 томов                            |
| Валерий Максим                                     | Пьер-Жозеф Кантель, SJ                                                                        | Париж, 1679                                    |
| Боэций                                             | Пьер Калли, профессор из Кана                                                                 | Париж, 1680                                    |
| Диктис Критский и Дарет Фригийский                 | Анна Дасье, дочь Таннеги Лефевра                                                              | Париж, 1680                                    |
| Лукреций                                           | Мишель ла Фе (или Дюфе)                                                                       | Париж, 1680                                    |
| Марк Валерий Марциал                               | Венсан Колессон, профессор права                                                              | Париж, 1680                                    |
| Авл Геллий                                         | Жак Пруст, SJ                                                                                 | Париж, 1681                                    |
| Секст Аврелий Виктор                               | Анна Дасье                                                                                    | Париж, 1681                                    |
| Секст Помпей, Фест и М. Вернус Флакк               | Андре Дасье                                                                                   | Париж, 1681                                    |
| Цицерон, Книги о публичных выступлениях            | Жак Пруст, SJ                                                                                 | Париж, 1682,2 тома                             |
| Тацит                                              | Жюльен Пишон                                                                                  | Париж, 1682,4 тома                             |
| Вергилий                                           | Шарль де ла Рю, SJ                                                                            | Париж, 1682                                    |
| Флавий Евтропий                                    | Анна Дасье                                                                                    | Париж, 1683                                    |
| Цицерон, Речи                                      | Шарль де Мерувиль, SJ                                                                         | Париж, 1684, 3 тт.                             |
| Ювенал Децим Юний                                  | Луи Деспре                                                                                    | Париж, 1684                                    |
| Светоний                                           | Огюстен Бабелон                                                                               | Париж, 1684                                    |
| Гай Валерий Катулл, Альбий Тибулл, Секст Проперций | Филипп Дюбуа                                                                                  | Париж, 1685,2 том                              |
| Цицерон, Послания близким                          | Филибер Картье                                                                                | Париж, 1685                                    |
| Плиний Старший, Естественная история               | Жан Ардуэн, SJ                                                                                | Париж, 1685,5 том.                             |
| Стаций                                             | Клод Беро                                                                                     | Париж, 1685, 2 тт.                             |
| Пруденций                                          | Этьен Шамийяр, SJ                                                                             | Париж, 1687                                    |
| Апулей                                             | Жюль Флери, каноник из Шартра                                                                 | Париж, 1688, 2 тт.                             |
| Цицерон, Философские работы                        | Франсуа Л’Оноре, SJ                                                                           | Париж, 1689                                    |
| Овидий                                             | Даниэль Криспен                                                                               | Лион, 1689,4 том                               |
| Гораций                                            | Луи Деспре                                                                                    | Париж, 1691,2 том.                             |
| Плиний Старший, Естественная история               | Жан Ардуэн, SJ                                                                                | Париж, 1723 г., 3 тома в фол. (новая редакция) |
| Децим Магн Авсоний                                 | Жюль Флери; Жан-Батист Суше                                                                   | Париж, 1730                                    |